# Гусейнов, Асиф Габиб оглы
Асиф Габиб оглы Гусейнов (азерб. Asif Həbib oğlu Hüseynov; род. 25 апреля 1981, Галагайын, Сабирабадский район) — глава исполнительной власти Шабранского района (с 2019).

## Биография
Родился 25 апреля 1981 года в селе Галагайын Сабирабадского района. Окончил Азербайджанский технический университет по специальности «экономист» и Бакинский государственный университет по специальности «юрист».
Защитил диссертацию на тему «Формирование экономического механизма управления инвестиционно-строительными проектами в Азербайджане». Доктор философии по экономике.
Работал на нефтеперерабатывающем заводе ГНКАР. Также работал в управлении ГНКАР по социальному развитию. Являлся заместителем начальника данного управления.
Глава исполнительной власти Сиазаньского района (12 октября 2015 — 5 апреля 2019).
Глава исполнительной власти Шабранского района (с 5 апреля 2019).